# Pfarrkirche Ellmau

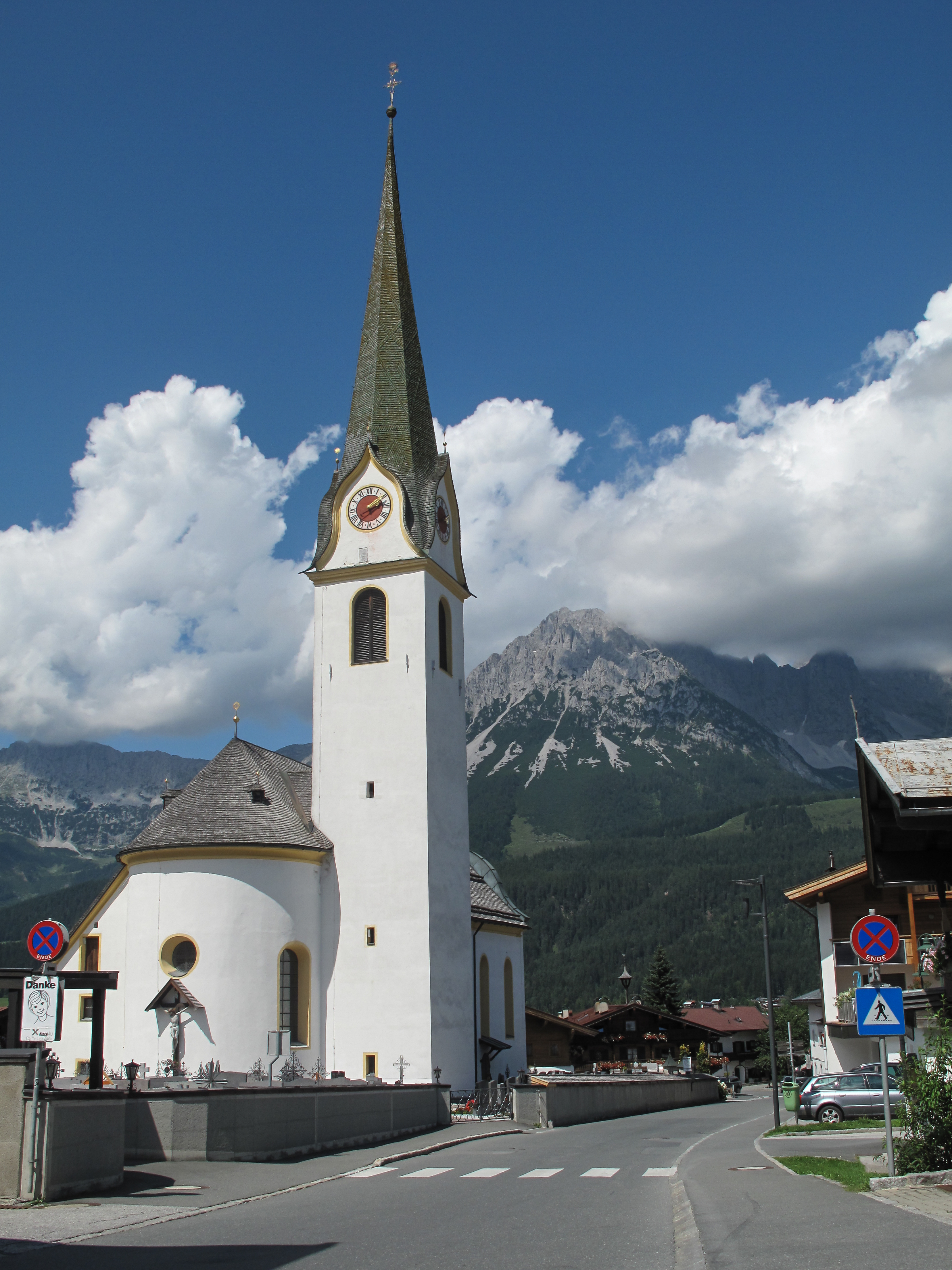
Katholische Pfarrkirche hl. Michael in Ellmau

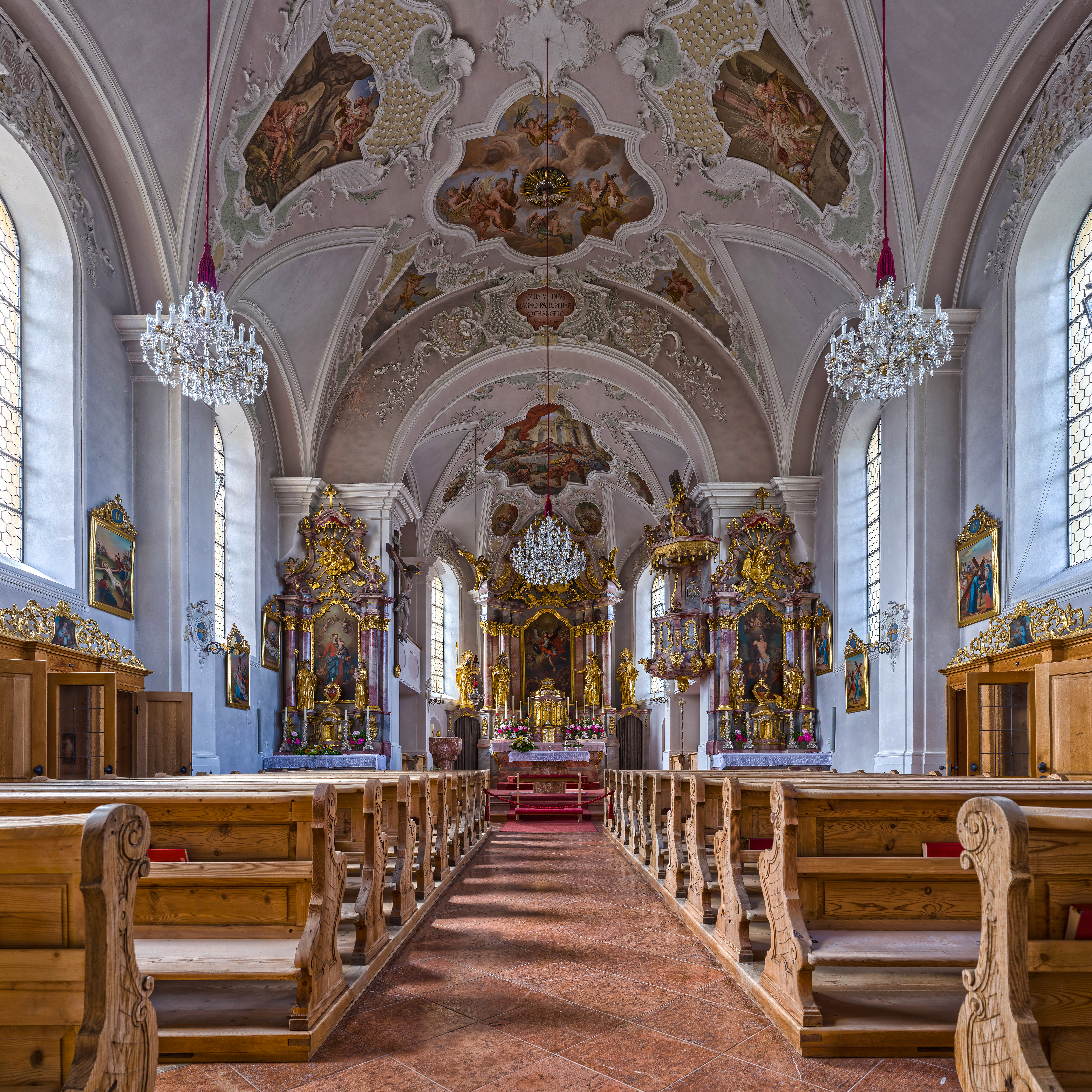
Innenraum, Blick zum Chor

Die Pfarrkirche Ellmau steht in der Ortsmitte der Gemeinde Ellmau im Bezirk Kufstein im Nordtirol. Die dem Heiligen Erzengel Michael geweihte Pfarrkirche gehört zum Dekanat Kufstein der Erzdiözese Salzburg. Die Kirche und der Friedhof mit dem Kriegerdenkmal stehen unter Denkmalschutz (Listeneintrag).

## Geschichte
Um 1215 und 1378 wird eine Kirche urkundlich genannt. Der heutige Barockbau wurde von 1740 bis 1746 nach Plänen des Architekten und Stuckateurs Jakob Singer errichtet.

## Architektur
Der barocke Saalbau ist nach Süden ausgerichtet.
Der schlichte Außenbau mit Rundbogenfenstern hat einen leicht eingezogenen, rund schließenden Chor. An der Ostseite des Chores steht der mächtige, im Kern gotische Turm. Im Westen ist eine zweigeschoßige Sakristei angebaut. Der Turm, mit großen rundbogigen Schallfenstern, hat über einem horizontalen Gesims einen Spitzhelm mit glockig geschweiften Spitzgiebeln an jeder der vier Turmseiten. In der dreiachsigen Westfront mit geschweiftem Knickgiebel sind kleine Rundbogenfenster und das Westportal mit einem Volutenkeilstein situiert. Das Portal ist von 1740, hat eine Holztüre mit Schnitzwerk aus der Bauzeit, darüber eine Nischenfigur mit der barocken Figur des hl. Michael um 1740.
Das Kircheninnere besteht aus einem vierjochigen Langhaus mit einer Stichkappentonne über Wandpfeilern und einem Kämpfergesims, daran mit einem Rundbogen anschließend der einjochige Chor mit Halbkreisschluss und Seitenemporen zwischen den Pfeilern. Im Westjoch ist eine zweigeschoßige Empore. Die barocken Stukkaturen an den Fenstern, am Triumphbogen und in den Gewölben zeigen Laub- und Bandlwerk und Rosettengitter von 1740 und werden dem Hans Singer zugeschrieben.
Die Deckengemälde malte 1746 Johann Georg Höttinger: in den Medaillons das Abendmahl, der Engelssturz, die Opferung Isaaks, in den Gewölbezwickeln die Vier Evangelisten, Daniel in der Löwengrube, die Befreiung Petri, die Geburt Christi, Michael mit dem Kreuz Christi, die Erweckung der Toten und Lots Flucht.

## Ausstattung
Den Hochaltar baute laut Urkunde 1765 Josef Martin Lengauer. Im 19. Jahrhundert wurde der Altar verändert. Die Statuen der Heiligen Joachim, Josef, Anna und Johannes Nepomuk schuf Lengauer, das Altarblatt mit dem Engelssturz malte 1767 J. Liebherr.
Die zwei Seitenaltäre errichtete laut Urkunde 1770 Franz Stitz im Rokoko. Der linke Seitenaltar mit dem Altarblatt einer Madonnendarstellung trägt die Statuen Leonhard und Antonius. Der rechte Seitenaltar mit dem Altarblatt einer Darstellung des hl. Sebastian von J. Liebherr trägt die Statuen der Heiligen Florian und Georg.
Die Rokokokanzel mit Köpfen der Evangelistensymbole am Korb und Symbolen der christlichen Tugenden auf dem Schalldeckel baute laut Urkunde 1776 Franz Stitz.
Der barocke Taufstein trägt eine Schnitzgruppe der Taufe Christi von 1740, Franz Offer zugeschrieben.
Es gibt Vortragestangen mit Leuchterengel aus der Zeit um 1700.